# Alfred Dyer
Sir Alfred Dyer JP (ur. 9 lutego 1865 w Dover, zm. 15 listopada 1947 w Hastings) – redaktor brytyjskiej gazety, reżyser i członek Partii Konserwatywnej.
Kiedy w 1921 roku powstał Rosemount Bowling Club, Eustace Percy został zaproszony na jego prezesa, a Dyer został zaproszony na wiceprezesa. Kiedy Percy odszedł w 1937 roku, Dyer został drugim prezesem klubu. Zachował tę pracę aż do śmierci.
Dyer był przewodniczącym Stowarzyszenia Partia Konserwatywna w Hastings od 1921 do lipca 1946.
Z okazji urodzin Edward VIII Windsor w 1936 r. Dyer został mianowany Odznaka Rycerza Kawalera za „służby polityczne i publiczne w Hastings”.